# Le serve
Le serve (Les bonnes) è un atto unico di Jean Genet scritto nel 1946. È una commedia tragica e violenta liberamente ispirata ad un fatto di cronaca realmente accaduto nel febbraio del 1933 a Le Mans, in Francia.

## Il fatto di cronaca nera
Due sorelle di nome Christine e Léa Papin, di 28 e 21 anni, a servizio da almeno 4 anni presso una famiglia borghese composta da coniugi di mezza età e dalla loro figlia, in seguito ad un rimprovero per un banale incidente, massacrarono madre e figlia.
Lo fecero con inaudita ferocia, strappando gli occhi alle vittime ancora agonizzanti, seviziandone poi i corpi con accanimento. Commesso il delitto si ritirarono nella loro stanza per dormire nello stesso letto. Al giudice non fornirono alcun motivo comprensibile del loro atto, l'unica loro preoccupazione sembrò quella di condividerne interamente la responsabilità.
Jacques Lacan si interessò a questo delitto e ne scrisse al tempo dei suoi primi studi sulla paranoia (1931, 1933). Il famoso articolo Motivi del delitto di paranoia. Il delitto delle sorelle Papin consente di mettere in evidenza alcuni aspetti della dinamica psicologica delle domestiche protagoniste di Genet.

## Trama
Claire e Solange sono due sorelle, cameriere-modello al servizio di una ricca signora. Ogni volta che lei esce di casa le due donne si scambiano la parte fra loro, recitano a turno il ruolo della padrona e della serva; chi interpreta la serva non mette in scena se stessa, ma l'altra sorella. Questo rituale quotidiano, consumato nella camera da letto della signora, celebra e alimenta l'ambivalenza affettiva nei confronti di Madame: amata, ammirata, e insieme invidiata e odiata. Le sorelle indossano i gioielli più preziosi di Madame, i suoi vestiti più belli, ne imitano la voce e gli atteggiamenti che ogni giorno sono costrette a contemplare, e sognare, con invidia, in silenzio. Nella loro quotidiana, delirante performance mostrano la loro femminilità cattiva, erotica, malata. Sottomesse a sentimenti di adorazione e di odio per la loro padrona, attraverso il gioco delle parti, sfogano tutto il loro rancore fino a simulare il momento in cui la uccidono.
Il loro gioco diventa sempre più pericoloso: un giorno denunciano l'amante di Madame con delle lettere anonime. Venendo a sapere che sarà scarcerato per mancanza di prove, temono che il loro tradimento possa essere scoperto; ed ecco che il piano della finzione e quello della realtà, nella loro mente squilibrata, si confondono e l'omicidio si materializza in una tazza di tisana avvelenata. Cercano di farla bere alla signora, ma falliscono nell'intento. A questo punto provano a eliminarsi a vicenda.
Alla fine Claire si dà la morte bevendo la tisana, mentre Solange, dato che la polizia prenderà quel gesto come un omicidio, "ebbra di gloria, tenta di innalzarsi con la pompa degli atteggiamenti e delle parole fino al magnifico destino che l'aspetta:" si prepara consapevolmente, incatenandosi, nell'attesa dei gendarmi.

## L'immaginario e la realtà
Evidentemente diverse nella tecnica di esecuzione, nell'ambientazione e nell'epilogo, le due storie sono accomunate dalla stessa impalcatura psicologica, cioè da tutto quello che succede nella fantasia delle due folli fantesche.
Scrive Cesare Musatti in proposito:
(Les Bonnes di Jean Genet, Centro Studi del T.S.T. (a cura di) - Programma di sala n.6 del Teatro Stabile di Torino, 1980)
Genet avrebbe voluto che le cameriere fossero interpretate da giovinetti. Scrive Jean-Paul Sartre:
(Jean-Paul Sartre, Santo Genet, commediante e martire, Il Saggiatore, Milano, 1972, pag. 591)
Le due serve, insomma, non sono realmente “serve”, ma rappresentano tutti coloro che, in modo diverso e a diverso titolo, sono oppressi, rifiutati, reietti, considerati diversi e pertanto relegati ai margini.
Genet stesso nella prefazione al testo dà indicazioni alla messa in scena:
(Jean Genet, Come recitare Le Serve, in Le Serve, tr. Giorgio Caproni, Einaudi, Torino 1979)

## Rappresentazioni
Prima assoluta nell'aprile del 1947 a Parigi al Théâtre de l'Athénée. Regia di Louis Jouvet. Con Monique Mélinand, Yvette Etiévant e Yolande Laffon. Genet concesse a Jouvet il permesso di affidare le parti a donne.

### In Italia
- 1968, Teatro Indipendente, Les bonnes (Le serve), regia di Maurizio Scaparro. Con Anna Maria Gherardi, Piera Degli Esposti e Miranda Martino
- 1980, Teatro Stabile di Torino, Les bonnes, traduzione e regia di Mario Missiroli. Con Adriana Asti, Manuela Kustermann e Copi
- 1985, Marcido Marcidorjs e Famosa Mimosa, Le Serve, una Danza di Guerra. Studio per le Serve di Jean Genet, regia di Marco Isidori. Con Maria Luisa Abate e Daniela Dalcina
- 1990, Emilia Romagna Teatro, Le serve, regia di Massimo Castri. Con Anita Bartolucci, Paola Mannoni, Lucilla Morlacchi.
- 1997, Transteatro, Le serve, regia di Massimo Puliani, con Fausto Caroli, Fabrizio Bartolucci e Sandro Fabiani
- 2004, Fabbrica Europa - Mercat de les Flores "leservedijeangenet - Genet Show", regia di Andres Morte. Con Pino Censi, Sebastiano  Colla, Salvatore Palombi, Sandro Stefanini, Carla Cassola.
- 2006, Dinamo Teatro, Le Serve, regia di Daniele Nuccetelli. Con Arianna Gaudio, Noemi Parroni, Antonella Dell'Ariccia
- 2006, Società per Attori, Les bonnes (Le serve), traduzione di Franco Quadri, regia di Giuseppe Marini. Con Franca Valeri, Anna Maria Guarnieri e Patrizia Zappa Mulas
- 2011, Teatro Out Off, Le serve, traduzione di Franco Quadri, regia di Lorenzo Loris. Con Elena Callegari, Elena Ghiaurov e Lorenzo Loris
- 2011, Argomm Teatro, Studio sulle serve, regia di Francesco Mazza con Romeo Martel, Luigi Povelato e Francesco Mazza, Premio internazionale Teresa Pomodoro 2011
- 2013, Teatro del Canovaccio, Rassegna XXI in Scena. Le serve, traduzione di Giorgio Caproni, regia di Saro Minardi. Con Egle Doria, Luana Toscano, Sergio Valastro
- 2016, Teatro e Società, Le Serve, regia di Giovanni Anfuso con Vanessa Gravina, Anna Bonaiuto e Manuela Mandracchia.
- 2017, Marcido Marcidorjs e Famosa Mimosa, Memoria dello studio per Le Serve, regia di Marco Isidori. Con Maria Luisa Abate e Paolo Oricco
- 2019, Manifatture Teatrali Milanesi, 2, liberamente tratto da Le Serve, regia di Claudio Orlandini con Simone Bochicchio, Rossana Comparone, Martina Lovece, Susanna Russo, Paola Tognella, Marco Vitiello